# زمین‌لرزه ۲۰۱۸ اوساکا
زمین‌لرزه ۲۰۱۸ اوساکا (انگلیسی: 2018 Osaka earthquake)، روز ۱۸ ژوئن حوالی ساعت ۷٫۵۸ صبح به وقت محلی ژاپن رخ داد. این زمین‌لرزه با بزرگای بین ۵٫۹ تا ۶٫۱ شهر اوساکا را لرزاند و منشأ زلزله در تاکاتسوکی در عمق ۱۵٫۴ کیلومتر بوده‌است. لرزش زلزله در شمال اوساکا شدید بوده و باعث اختلال در گاز و برق ۱۷۰۰۰۰ اماکن مسکونی استان اوساکا شد. دست‌کم سه نفر کشته و ۴۱ نفر زخمی شده‌اند.

## شرح حادثه
در روز دوشنبه ۱۸ ژوئن ۲۰۱۸ حوالی ساعت ۷٫۵۸ صبح به وقت محلی زمین‌لرزه‌ای به بزرگای بین ۵٫۹ تا ۶٫۱ شهر اوساکا در غرب ژاپن را لرزاند، منشأ زلزله در تاکاتسوکی در عمق ۱۵٫۴ کیلومتر بوده‌است. دامنه این زمین‌لرزه به استان‌های هیوگو، کیوتو، شیگا و نارا نیز کشیده‌است و آثاری از خود بجا گذاشته‌است.

## تلفات و خسارات
در این زمین‌لرزه دست‌کم ۳ نفر که یک نفر یک دختر ۹ ساله بوده‌است کشته و ۴۱ نفر زخمی شده‌اند. تعدادی ساختمان فرو ریخته و تعدادی نیز دچار آتش‌سوزی شده‌است. در استان اوساکا اختلالاتی در گاز و برق نزدیک به ۱۷۰۰۰۰ خانه مسکونی به وجود آمده‌است و فعالیت قطارهای شبکه قطاری شینکانسن ژاپن متوقف شده‌است، این شبکه دربرگیرنده قطارها و خطوط آهن سریع‌السیر هستند که شهرها ژاپن را به توکیو و مناطق دیگر وصل می‌کنند.

## واکنش‌ها
- نخست‌وزیر، شینزو آبه، اعلام کرد که امنیت نجات یافتگان و شهروندان را در اولویت کار خود قرار می‌دهد و مقامات نیز در حال بررسی و تعیین خسارات هستند.[۳]